# Kåda

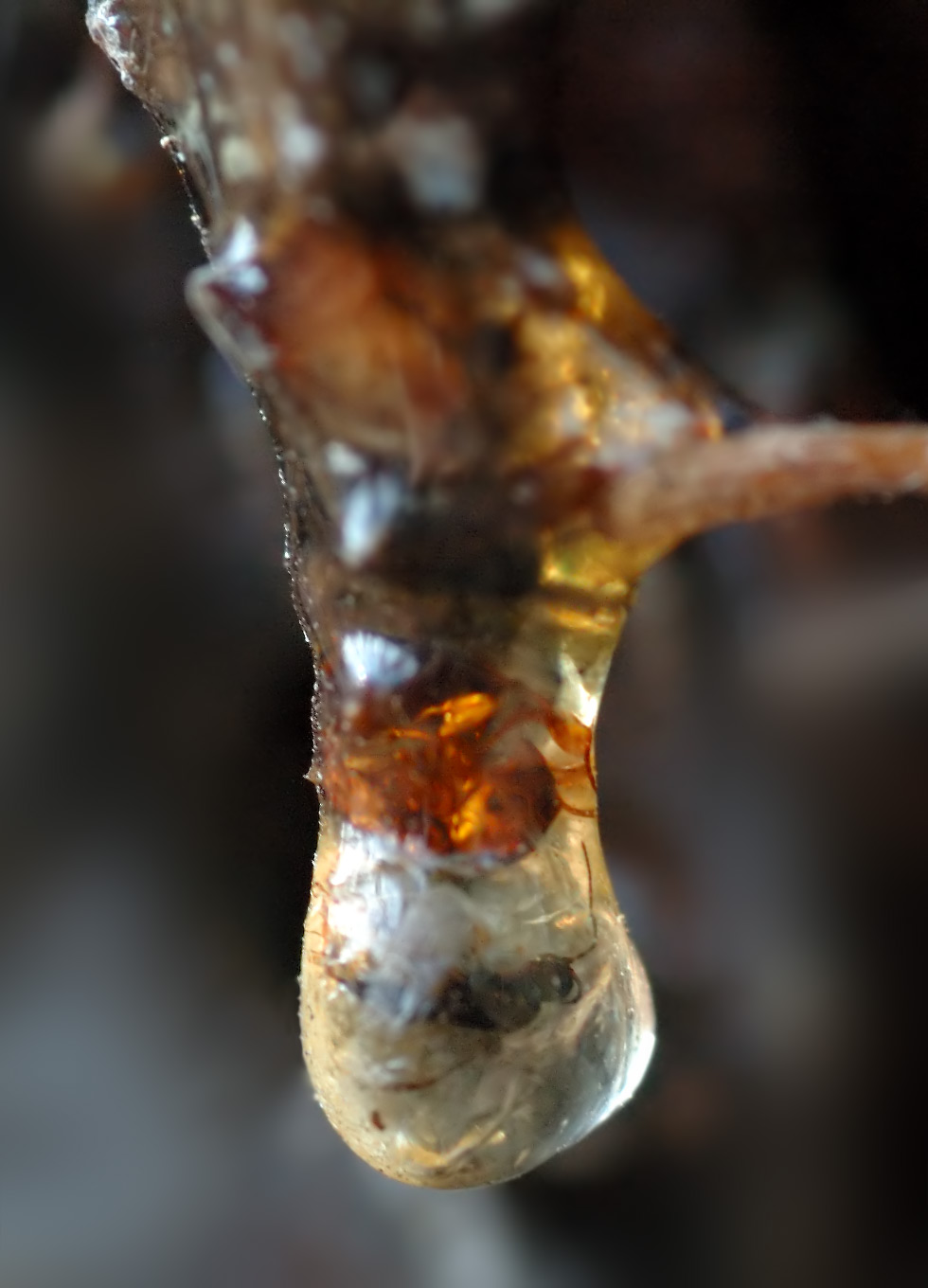
Kåda med insekt.

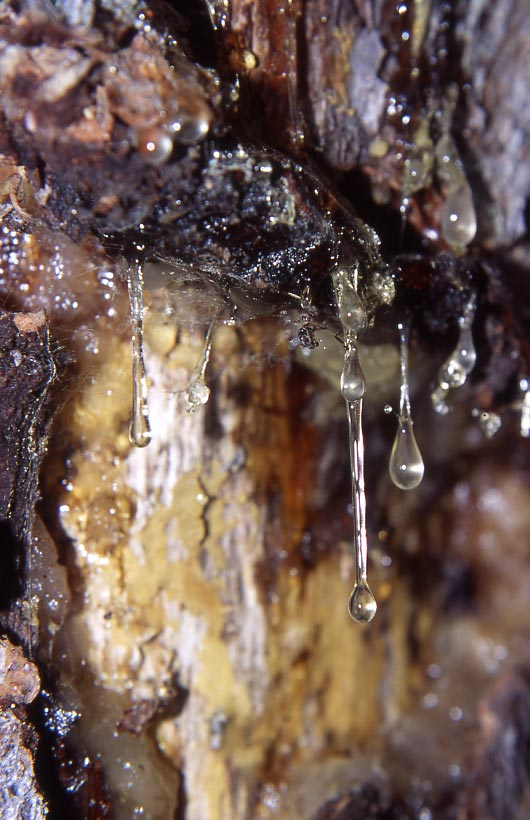
Kåda från tall.

Kåda är ett kolväte-sekret från växter och träd, särskilt barrväxter. Kådan fungerar bland annat som ett försvar mot granbarkborren.

## Uppgift
Kådans uppgift är att läka sår och skador som uppstått på trädet.

## Användning
Kåda används bland annat till fernissa, harts, lim, rökelse och parfym. Man har även hittat tuggad kåda från stenåldern som tyder på att den använts ungefär som tuggummi. När kåda fossiliseras bildas bärnsten som används bland annat till smycken. Särskilt värdefull blir den om en insekt eller något annat djur fastnat i kådan innan den fossiliserades.
Kåda kan även användas som sårkåda. Då förvarar man kådan i en burk som först är insmord med rapsolja eller flytande smör i flaska. Kådan används på sår och torra ställen på kroppen. Observera att endast gran-, en- och tallkåda används. Man måste även förvissa sig om att kådan är fri från insekter och avgaser. Kåda innehåller dock kolofonium som kan vara allergiframkallande.